# Corcelles (Ain)
Pour les articles homonymes, voir Corcelles.
Corcelles est une ancienne commune française, située dans le département de l'Ain en région Auvergne-Rhône-Alpes. Le 1er janvier 2016, elle fusionne avec Champdor pour donner la commune de Champdor-Corcelles.

## Géographie
Corcelles est située sur le plateau d'Hauteville et fait partie de la Communauté de communes du Plateau.

## Toponymie
L’étymologie vient du mot latin roman , cortem , du latin classique cohortem. Le mot latin était passé du sens de « groupe de soldats , cohorte » à celui de « groupe d’ habitations ». Le mot « cortem » a donné en français la « cour ». Avec le suffixe diminutif « cella » (au masculin , « cellum ». Le latin roman « corticella » désignait une petite exploitation agricole , un petit domaine.

## Histoire
Village mentionné dès le XIIe siècle.
Par un arrêté préfectoral du 27 novembre 2015, Corcelles fusionne avec Champdor pour former la commune nouvelle de Champdor-Corcelles au 1er janvier 2016.

## Politique et administration

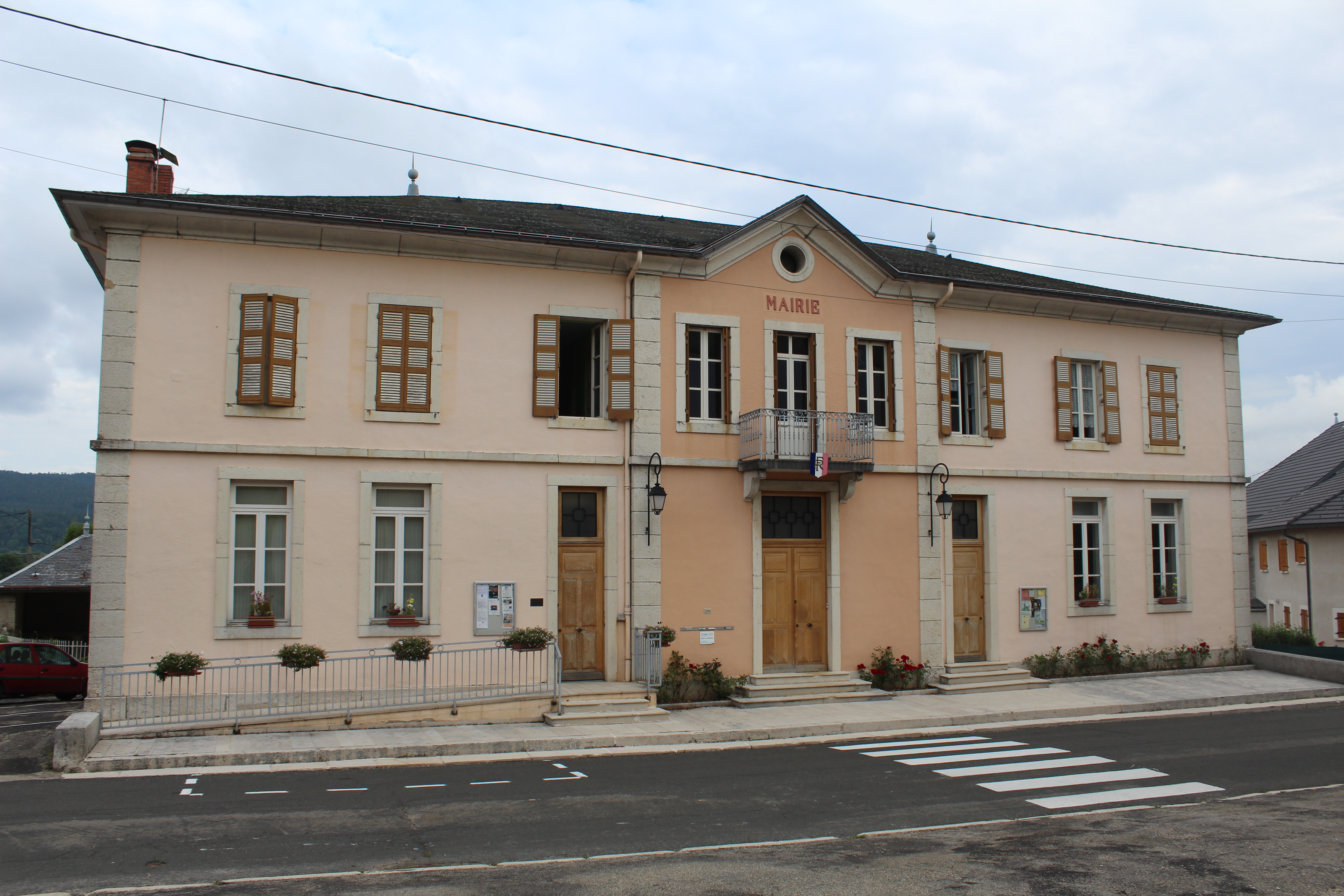
Mairie.

| Période                                  | Période | Identité        | Étiquette | Qualité               |
| ---------------------------------------- | ------- | --------------- | --------- | --------------------- |
| 1945                                     | 1947    | Raymond Vincent |           |                       |
| 1947                                     | 1953    | Eugène Savarin  |           |                       |
| 1953                                     | ????    | Jean Savarin    |           |                       |
| 1977                                     | 1989    | Gabriel Ravaud  |           |                       |
| 1989                                     | 2001    | Raymond Gardoni |           |                       |
| 2001                                     | 2016    | Alain Balland   |           | Réélu en 2008 et 2014 |
| Les données manquantes sont à compléter. |         |                 |           |                       |

| Période | Période | Identité      | Étiquette | Qualité |
| ------- | ------- | ------------- | --------- | ------- |
| 2016    |         | Alain Balland |           |         |

## Démographie
L'évolution du nombre d'habitants est connue à travers les recensements de la population effectués dans la commune depuis 1793. Pour les communes de moins de 10 000 habitants, une enquête de recensement portant sur toute la population est réalisée tous les cinq ans, les populations de référence des années intermédiaires étant quant à elles estimées par interpolation ou extrapolation. Pour la commune, le premier recensement exhaustif entrant dans le cadre du nouveau dispositif a été réalisé en 2004.
En 2018, la commune comptait 202 habitants, en évolution de −15,13 % par rapport à 2012 (Ain : +5,15 %, France hors Mayotte : +2,11 %).
| 1793 | 1800 | 1806 | 1821 | 1831 | 1836 | 1841 | 1846 | 1851 |
| ---- | ---- | ---- | ---- | ---- | ---- | ---- | ---- | ---- |
| 507  | 625  | 699  | 545  | 621  | 543  | 566  | 581  | 594  |

| 1856 | 1861 | 1866 | 1872 | 1876 | 1881 | 1886 | 1891 | 1896 |
| ---- | ---- | ---- | ---- | ---- | ---- | ---- | ---- | ---- |
| 555  | 535  | 528  | 509  | 529  | 508  | 516  | 443  | 461  |

| 1901 | 1906 | 1911 | 1921 | 1926 | 1931 | 1936 | 1946 | 1954 |
| ---- | ---- | ---- | ---- | ---- | ---- | ---- | ---- | ---- |
| 417  | 401  | 425  | 357  | 345  | 295  | 291  | 284  | 287  |

| 1962 | 1968 | 1975 | 1982 | 1990 | 1999 | 2004 | 2006 | 2009 |
| ---- | ---- | ---- | ---- | ---- | ---- | ---- | ---- | ---- |
| 268  | 241  | 207  | 211  | 207  | 221  | 196  | 198  | 236  |

| 2014 | 2018 | - | - | - | - | - | - | - |
| ---- | ---- | - | - | - | - | - | - | - |
| 217  | 202  | - | - | - | - | - | - | - |

## Culture locale et patrimoine

### Lieux et monuments
- Église gothique Saint-Martin.
- Chapelle de Ferrières

### Héraldique
| Blason de Corcelles (Ain) | Blason  | D'or au chevron de sable accompagné de trois flanchis de gueules, au chef bastillé de deux pièces d'azur. |
| Blason de Corcelles (Ain) | Détails | Le blason a été réalisé par Thierry Faure David-Nillet.                                                   |